# Опросник структуры темперамента
Опросник структуры темперамента (ОСТ – в русской редакции, STQ- в международной редакции) – это тест, измеряющий 12 черт темперамента (т.е. черт, основанных на биохимии мозга).

## Цель и формат
Опросник Структуры Темперамента (ОСТ, STQ) – это само-оценивающий тест (для взрослых) или тест, выполняющийся наблюдателем (для детей). Этот тест-опросник измеряет 12 характеристик поведения, которые наиболее биологически обусловлены, стабильны в развитии человека и относительно независимы от ситуации. ОСТ был предложен для тестирования взрослых в целях организационной психологии, отбора и расстановки кадров и клинической психологии. Сейчас существуют детские короткие формы ОСТ для использования родителями и учителями при оценки детского поведения. Каждый пункт всех современных версий опросника представляется в виде утверждения со следующей шкалой ответов в Ликерт-формате: (1) «Совершенно не согласен», (2) «Не согласен», (3) «Согласен», (4) «Совершенно согласен». 

Предыдущие версии ОСТа, которые использовали вопросительные формы, использовать не рекомендуется, так как эти старые формы имеют гораздо меньшую валидность.

## Экспериментальная основа моделей STQ
Модели, лежащие в основе различных версий ОСТ-STQ, разработаны на базе экспериментальных исследований и клинических наблюдений в рамках восточно-европейской традиции изучения типов и свойств нервной системы. Эта традиция является самой долгой в истории экспериментального исследования темперамента. Она была начата в 1906-1908 годах в рамках программы экспериментальных исследованиях на млекопитающих, а затем на людях, включая взрослых и детей в лаборатории И.П. Павлова, а затем Павловском институте высшей нервной деятельности (Павлов, 1941, 1957). Эта традиция затем была продолжена в Лаборатории дифференциальной психофизиологии при Институте психологии Российской академии наук, в исследованиях Б. М. Теплова (1963), В. Д. Небылицына (1972), и затем В.М. Русалова (1979).
Опросник структуры темперамента имеет несколько версий, и эти версии разделяются на два типа: модель Русалова и модель Трофимовой. Все версии STQ основаны на активностно-специфическом подходе к структуре темперамента. Этот подход выделяет черты темперамента, относящиеся к 3 аспектам поведения: моторно-физическому, социально-вербальному и умственному. Все версии также имеют 12 шкал темперамента, включая 3 шкалы эргичности (выносливости). Существуют, однако, различия в архитектуре моделей темперамента между двумя основными версиями.

### Версии ОСТ/STQ Русалова
Существуют две русаловские версии опросника структуры темперамента: расширенная версия ОСТ-150 (STQ-150) и короткая версия ОСТ-26 (STQ-26) 

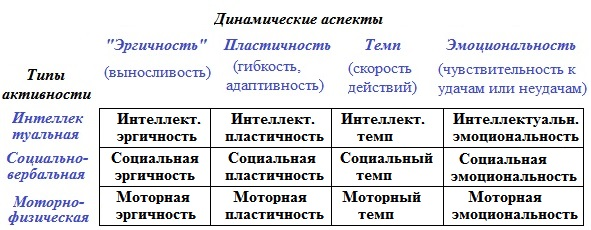
Модель структуры темперамента по Русалову»)

Расширенная версия ОСТ-150 («Опросник формально-динамических свойств индивидуальности», ОФДС) содержит 150 пунктов, включая 144 пункта 12-ти шкал темперамента (12 пунктов каждая шкала), и одну шкалу валидности (6 пунктов), а также 6 индексов, которые комбинируют эти шкалы . Значения шкал варьируют между 12 и 48. Шкала валидности измеряет социальную желательность ответов, её баллы от 6 до 24. Если значение по этой шкале превышает 17, то протокол считается невалидным. Начальная модель и ОСТ Русалова, STQ-105, не включали 4 шкалы интеллектуальной активности и содержали 8 шкал темперамента и 105 пунктов  Русалов добавил эти шкалы до своей полной версии 12 (4 x 3) шкал в расширенном опроснике (ОСТ-150)/STQ в середине 1990-х годов 
Двенадцать шкал ОСТ измеряют 4 формально-динамических аспекта поведения («эргичность», то есть энергетическая черта (выносливость), пластичность, темп и эмоциональность), каждый из которых рассматривается отдельно в 3 специфичных аспектах деятельности (моторно-физическом, социально-вербальном и интеллектуальном). Факторный анализ данных, полученных на российской, австралийской, американской, канадской, канадо-урду и китайской выборках, подтвердил разделение шкал на факторы, описывающие 3 указанных типа активности, и четвертый фактор — эмоциональности. 
Применение этой расширенной версии ОСТ на практике было затруднительно, поэтому Русалов и Трофимова согласились разработать более компактную версию опросника, подходящую для целей клинической, организационной и образовательной психологии. Эта компактная версия включила пункты из расширенного опросника с максимальными корреляциями между этими пунктами и соответствующими шкалами. Русалов разработал короткую версию опросника (ОСТ-26), а Трофимова - компактную версию (STQ-77), одновременно в русском и английском вариантах  . Короткая версия, ОСТ-26, состоит из 26 пунктов, по 2 пункта на каждую из 12 шкал темперамента, и шкалу валидности. Эта версия имеет несколько вариантов, адаптированных для тестирования взрослых, подростков, младших школьников и дошкольников 

### Компактная версия ОСТ (STQ-77) Трофимовой
В процессе проверки психометрических качеств расширенного ОСТ и отбора наиболее валидных пунктов для его компактной версии, Трофимова предложила альтернативную структуру опросника . Ее версия содержит 77 пунктов, по 6 пунктов на каждую из 12 шкал плюс шкалу валидности (5 пунктов). Эта версия разрабатывалась одновременно в русском (ОСТ), английском (Structure of Temperament Questionnaire - Compact, STQ-77) и китайском вариантах (STQ-77С) 

Опросник Трофимовой ОСТ-STQ-77 имеет 12 шкал темперамента, которые измеряют физические, социально-вербальные и умственные аспекты поведения. В обоих моделях три верхние («кортикальные») черты рассматриваются как черты, регулирующие поведение в более сложных, вероятностных условиях, и два ряда черт ниже (физические и социо-вербальные) рассматриваются как регуляция более определенных, детерминистских аспектов поведения. Отличия структуры ОСТ-77 Трофимовой от структуры ОСТ-150 Русалова заключаются в:
- выборе группировки черт по динамическим качествам поведения: ОСТ-77 использует группы "энергетические черты", "скорость интеграции" и "ориентация", представленные на схеме как колонки матрицы черт;
- включении черт, относящихся к поведенческой ориентации на определенные типы ценностей — подкрепителей поведения (физические ощущения (поиск ощущений) либо состояние других людей (эмпатия) либо знания (чувствительность к вероятностям);
- в другой структуре черт, относящихся к эмоциональности. Модель Трофимовой объединила три черты модели Русалова, относящиеся к эмоциональности, в одну шкалу [2][12][11]. ОСТ-77 рассматривает эмоциональность как систему, которая усиливает три динамических аспекта поведения. Усиление системы ориентации выражается в нейротизме, системы интеграции поведения (слишком быстрая интеграция) - в импульсивности, а усиление субъективного чувства энергетической готовности выражается в довольности (предыдущее название шкалы - самоуверенность).
- Черта "импульсивность" в ОСТ-77 отражает скорость инициации поведенческого акта при эмоциональной регуляции поведения, когда интеграция акта ещё незрелая и не прошла полный когнитивный контроль. Более зрелая и сложная интеграция поведения проявляется в виде черты "пластичность", а черта "темп активности" описывает зрелый и автоматический тип интеграции действий. Импульсивность, темп и пластичность относятся к группе черт, регулирующих скорость (легкость) интеграции поведенческого акта.

Структура STQ-77, следовательно, частично основана на модели Русалова, а также работах Лурия, описывающих функции трех нейроанатомических систем (блоков): сенсорно-информационного блока, программирующего-интегрирующего блока и энергетического блока, регулирующих человеческое поведение. Факторный анализ данных STQ-77, полученных на канадской и российской выборках, подтвердил разделение на факторы, объединяющие шкалы, которые относятся к физической, социально-вербальной и умственной деятельности 
В 2007—2011 годах Трофимова провела анализ исследований в области нейрофизиологии, нейрохимии, клинической психологии и кинезиологии, с точки зрения роли различных систем в регуляции черт темперамента. В результате была предложена нейрохимическая модель "Функциональный ансамбль темперамента", соединяющая черты темперамента, описанные в STQ-77, с определенными системами нейромедиаторов и опиоидных рецепторов  

## Версии ОСТ на разных языках и валидация

### Валидизация ОСТ-105 и ОСТ-150
Расширенная версия ОСТ-150 существует на 5 языках: русском, английском, китайском, польском и урду . 
Конструктная, конкурентная и дискриминативная валидность STQ-105 and STQ-150 была продемонстрирована в виде значимых корреляций со следующими тестами и процедурами: 
- Pavlovian Temperamental Survey (PTS)
- Big Five Questionnaire (NEO-PI)
- Eysenck Personality Questionnaire (EPQ)
- Rogers adaptivity scale
- Taylor Manifest Anxiety Scale (MAS)
- Rosenzveig Test
- Motivation in Achievements Test
- Motivation of professional choices measure
- Liri Interpersonal Relations Test
- Cattell 16 Personality Factors Test (16PF)
- Wechsler IQ test
- Gotshield IQ test
- Shepard IQ test
- Speed of reading
- Auditory and visual sensitivity
- Alcohol impact
- Torrance Nonverbal Test of Creative Thinking
- Dembo-Hoppe Level of aspiration
- Dissociative Experiences Scale
- Rotter Locus of Control Scale (LOC)
- EEG data
- 25 measures of Mobility and Plasticity
- Verbal activity measures

### Факторная структура ОСТ/STQ-150
Факторный анализ Русской версии ОСТ-150 показал 3 активностных фактора: Моторной активности (включает шкалы Моторной Эргичности, Моторной Пластичности, Моторного Темпа), Социальной активности (включает шкалы Социальной Эргичности, Социальной Пластичности и Социального Темпа), Интеллектуальной Активности (включает шкалы Интеллектуальной Эргичности, Интеллектуальной Пластичности, Интеллектуального Темпа), а также фактор Эмоциональности (включающий 3 шкалы Эмоциональности)   . 
Тестирование английской версии ОСТ на американской, австралийской и канадской выборках показало факторную структуру схожую с русской версией ОСТ, а также показало высокую надежность и внутреннюю консистентность английской версии      , (Stough et al, 1991). Китайская (STQ-C), Урду (STQ-U) and Польская (STQ-P) версии расширенного ОСТ/STQ, адаптированные с использованием соответствующих выборок, показали коэффициенты надежности в рамках 0.70-0.86, корреляцию пунктов со шкалами в рамках 0.42-0.73, и робастную факторную структуру, схожую с русской версией ОСТ .

### Валидизация и версии ОСТ-77 (STQ-77)
ОСТ-77 был сначала разработан для тестирования людей в возрасте 16+ , а потом для тестирования детей в возрасте 0-3, 4-7, 8-11 и 12-16 лет. Существуют, следовательно, 5 возрастных версий ОСТ-77.
ОСТ-77 существует на 20 языках и предлагается для бесплатного пользования в не-коммерческих целях (научных исследований и личных целей).. Поскольку часть этой версии была основана на пунктах и шкалах ОСТ-150, эта часть Компактной версии была валидизирована в рамках исследований Расширенной версии. Кроме того, конструктная, конкурентная и дискриминативная валидность STQ-77 была продемонстрирована в виде значимых корреляций со следующими тестами и процедурами: 
- Rotter Locus of Control Scale

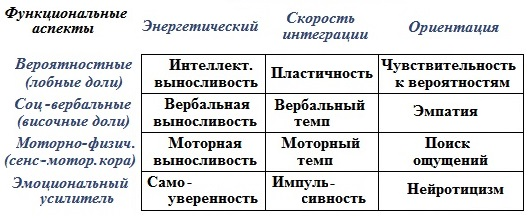
Модель структуры темперамента по Трофимовой («Функциональный Ансамбль Темперамента»)

- Five-Factors Personality test (NEO-FFI)
- high-school grades
- speed of performance in mental activities
- speed of verbal-semantic classification
- Pavlovian Temperamental Survey (PTS)
- Zuckerman Sensation Seeking Scale (SSS)
- I7 Impulsiveness Questionnaire (Eysenck, S. et al., 1985) (I-7)
- Hamilton Depression Inventory (HDI)
- State-Trait Anxiety Inventory (STAI)
- Beck Anxiety Inventory (BAI)
- Symptom Checklist (SCL-90)
- Verbal activity measures
- Personality Assessment Inventory
- Major Depression symptoms
- Generalized Anxiety symptoms
- symptoms of comorbid depression and anxiety
- поведенческие задачи, соответствующие 12 компонентам ОСТ.

Клинические исследования с использованием STQ-77 показали, что его шкалы соответствуют структуре симптомов психических заболеваний описанных в основных международных классификациях этих заболеваний (DSM-5/ICD) гораздо лучше, чем шкалы других темпераментальных опросников. Этот тест был способен различить профили тревожности и депрессии , а также профили расстройств личности 
Валидность структуры STQ-77 была подтверждена анализом исследований в области нейрохимии. В результате сравнения функциональности нейромедиаторов в поведении человека и известных темпераментальных моделей шкалы STQ-77 были ассоциированы с основными системами нейромедиаторов. Теория таких связей известна как нейрохимическая модель "Функциональный Ансамбль Темперамента" (FET) .

### Факторная структура ОСТ/STQ-77
Факторный анализ STQ-77 с использованием данных канадской и российской выборок показал схожесть этой модели с традиционной 4-факторной моделью ОСТа, которая группирует шкалы согласно активностно-специфическому подходу к структуре темперамента. Такая группировка разделила шкалы на факторы Моторно-физических, Социально-вербальных и Умственных аспектов активности, и фактор Эмоциональности, а также имела 2 коррелированных остатка (между новыми шкалами Поиска Впечатлений и Импульстивности, Поиска Впечатлений и Нейротицизма) с коэффициентами CFI > .90, RMSEA < .07, RMSR < .06.  .

### Описание шкал ОСТ-77 (STQ-77)
STQ-77 имеет следующие шкалы:
- Моторно-физическая Выносливость
- Моторно-физический Темп
- Поиск Впечатлений
- Вербально-Социальная Выносливость (способность к продолжительному и/или интенсивному общению)
- Вербально-Социальный Темп (скорость речи и чтения)
- Эмпатия (чувствительность с чувствам и мотивации других людей)
- Интеллектуальная Выносливость (устойчивость внимания)
- Пластичность (легкость переключения с одной деятельности на другую и адаптивность к изменениям в инструкциях или ситуациях)
- Чувствительность к вероятностям, вероятностное мышление (близко к понятию «интеллект»)
- Довольность (чувство удовлетворения существующей ситуацией). Предыдущее название шкалы - Самоуверенность. Изменение названия шкалы было произведено по подсказке Д-ра Марины Колбеневой, Институт Психологии РАН, в феврале 2018 г.
- Импульсивность (инициация действий не подкрепленная предыдущими планами или рациональным решением)
- Нейротицизм (избегание новых или неопределенных ситуаций, высокая потребность в социальной поддержке)